# Tomás Garicano
Tomás Garicano Goñi (Pamplona, 9 de febrero de 1910-Madrid, 16 de enero de 1988) fue un abogado, militar y político español. Miembro del Cuerpo Jurídico del Ejército del Aire, durante la dictadura franquista ejerció como gobernador civil de las provincias de Guipúzcoa y Barcelona, así como ministro de la gobernación. También fue procurador en las Cortes franquistas, así como miembro del Consejo Nacional de FET y de las JONS.

## Biografía
Nació en Pamplona el 9 de febrero de 1910, en el seno de una familia tradicionalista.  Era hijo de Pedro Garicano Udobro. Realizó estudios de derecho en la Universidad de Zaragoza y se licenció en 1929 en la Universidad Central de Madrid. En 1930 ingresó en el Cuerpo Jurídico Militar mediante oposiciones, siendo posteriormente destinado como auditor en La Coruña, Madrid, Canarias, Valladolid y Burgos. 
En 1936, estando destinado en la auditoría de la VIII División Orgánica, participó activamente en el golpe de Estado de julio de 1936, actuando como enlace entre los generales Emilio Mola y Pablo Martín Alonso. Durante la Guerra Civil sería auditor militar y asesor del Cuerpo de Ejército de Navarra, siendo también un colaborador del general Mola.
En 1940 fue nombrado general del Cuerpo Jurídico del Aire y en 1941 secretario general de Justicia y Derecho. De 1951 a 1956 fue gobernador civil —y jefe provincial del FET y de las JONS— en Guipúzcoa. Con posterioridad ejerció como delegado del gobierno en el Canal de Isabel II (1965-1966) y gobernador civil de Barcelona (1966-1969), cargo desde el que reprimió el movimiento estudiantil y político. También fue procurador en las Cortes franquistas. El 29 de octubre de 1969 fue nombrado ministro de la gobernación, en sustitución del teniente general Camilo Alonso Vega. Criticado desde los sectores más reaccionarios del régimen por su «blandura» ante la oposición antifranquista, Garicano Goñi presentaría su dimisión como ministro tras la muerte de un policía durante los incidentes del 1 de mayo de 1973 en Madrid. Sería sustituido por Carlos Arias Navarro.
Miembro del Consejo Nacional del Movimiento, después de la muerte de Franco se mostró partidario de la reforma política de Adolfo Suárez. En 1978 se retiró tanto de la política como del ejército, y fue nombrado vicepresidente de la empresa papelera Sarrió, cargo que ocupó hasta su muerte. Falleció en Madrid en 1988.

## Distinciones
- Medalla de Oro al Mérito Social Penitenciario (1951)[16]
- Gran Cruz de la Orden del Mérito Civil (1956)[17]
- Cruz de Honor de San Raimundo de Peñafort (1962)[18]
- Gran Cruz de la Real y Militar Orden de San Hermenegildo (1965)[19]
- Gran Cruz de la Orden de Cisneros (1969)[20]
- Gran Cruz de la Orden de Isabel la Católica (1972)[21]
- Gran Cruz (con distintivo blanco) de la Orden del Mérito Aeronáutico (1972)[22]
- Gran Cruz de la Real y Muy Distinguida Orden de Carlos III (1973)[23]